# Ochthebius pliginskiyi
Ochthebius pliginskiyi es una especie de escarabajo del género Ochthebius, familia Hydraenidae. Fue descrita científicamente por Jaech en 1990.
Se distribuye por Armenia. Mide 2 milímetros de longitud y su edeago 0,38 milímetros. Se ha encontrado a altitudes de hasta 1330 metros.